# Kamyslybas
Kamyslybas (nebo Kamyšlybaš) je slané jezero v Kyzylordské oblasti v Kazachstánu. Má rozlohu 176 km². Rozloha je velmi proměnlivá.

## Vodní režim
Leží v severní části delty Syrdarji. S jejím hlavním ramenem je spojené průtokem jihozápadní části jezera. V době záplav a s tím souvisejícího zvýšení hladiny Syrdarji v důsledku ucpání toku ledovými zátarasy z ní voda přitéká do jezera.

## Vlastnosti vody
Slanost vody je velmi proměnlivá.

## Fauna
Je zde rozvinuto rybářství (kapři, cejni, plotice).

## Okolí
Po západním břehu jezera vede silnice a železnice mezi městy Aralsk a Novokazaly.